# Syzygium subisense
Syzygium subisense är en myrtenväxtart som beskrevs av Peter Shaw Ashton. Syzygium subisense ingår i släktet Syzygium och familjen myrtenväxter. Inga underarter finns listade i Catalogue of Life.